# Margarita Starkevičiūtė
Margarita Starkevičiūtė (ur. 15 marca 1956 w Jenisejsku) – litewska polityk i ekonomistka, wykładowca akademicki, posłanka do Parlamentu Europejskiego.

## Życiorys
W 1978 ukończyła studia ekonomiczne na Uniwersytecie Wileńskim, w 2001 na tej uczelni uzyskała stopień doktora nauk społecznych ze specjalnością w zakresie ekonomii.
Od 1979 do 1988 pracowała jako główny specjalista w jednym z państwowych instytutów. W latach 1990–1995 zajmowała stanowisko specjalisty i doradcy ds. inwestycji zagranicznych kolejno w ministerstwie opieki zdrowotnej, w resorcie rolnictwa i następnie w resorcie budownictwa i rozwoju miejskiego. Później do 2001 kierowała departamentem analiz rynkowych i grupą badawczą w krajowej giełdzie papierów wartościowych. Była też (w okresie 1996–2004) wykładowcą i starszym wykładowcą w międzynarodowej szkole biznesu na Uniwersytecie Wileńskim. W 2003 zasiadła w zarządzie redakcji czasopisma "Lietuvos ekonomikos apžvalga".
W 2004 z listy Związku Liberałów i Centrum została wybrana do Parlamentu Europejskiego, zasiadała w Grupie Parlamentarnej Porozumienia Liberałów i Demokratów na rzecz Europy. W 2009 została kandydatką Partii Demokracji Obywatelskiej w wyborach do PE kolejnej kadencji, nie odnowiła jednak mandatu.